# Теплі ночі Дона Жуана
«Теплі ночі Дона Жуана» (італ. Le calde notti di Don Giovanni) — італійсько-іспанська еротична комедія 1971 року, знята режисером Альфонсо Брешіа.

## Сюжет
Дон Жуан. Його ім'я стало загальним, його хобі відоме всім. Але підкорення жіночих сердець заняття аж ніяк небезпечне. Адже зі зростанням числа спокушених жінок зростає і кількість рогоносців. Без відчайдушної сміливості та майстерного володіння шпагою вціліти Дон Жуану було б неможливо.

## У ролях
- Роберт Гоффманн: Дон Жуан Теноріо
- Барбара Буше: Есмеральда Варгас
- Едвіж Фенек: Аїша
- Іра Фюрстенберг: Ізабелла Гонзалес
- Аннабелла Інконтрера: сестра Маддалена
- Лукреція Лове: королева Кіпру
- Хосе Кальво: султан Селім
- Адріано Мікантоні: емір Омар
- Емма Барон: настоятелька
- Кріс Гверта: євнух Чікі
- Франко Марлетта: Дон Педро де Алькантаре
- П'єтро Торрізі: Алі, силач
- Франко Фантазія: Маджид
- Паскуале Нігро: Пако
- Марія Монтез: епізод

## Знімальна група
- Режисер: Альфонсо Брешіа[it]
- Сценарій: Мігель Оліверос Това, Артуро Маркос, Арпад Де Різо, Альдо Крудо, Артуро Маркос
- Оператор: Годофредо Пакечо, Хуліо Ортас Плаза
- Монтаж: Роландо Сальваторі
- Композитор: Карло Савіна
- Художник: Хосе Луїс Панаро
- Костюми: Марія Луїза Панаро